# Lista odcinków serialu Playing House
Poniżej znajduje się lista odcinków serialu telewizyjnego Playing House – emitowanego przez amerykańską stację telewizyjną  USA Network od 29 kwietnia 2014 roku do 14 lipca 2017 roku. Powstały trzy serią, które składają się łącznie z 26 odcinków. W Polsce serial nie był emitowany.
| Sezon | Sezon | Odcinki | Oryginalna emisja | Oryginalna emisja | Oryginalna emisja | Oryginalna emisja | Oryginalna emisja |
| Sezon | Sezon | Odcinki | Premiera sezonu   | Finał sezonu      | Premiera sezonu   | Finał sezonu      |                   |
| ----- | ----- | ------- | ----------------- | ----------------- | ----------------- | ----------------- | ----------------- |
|       | 1     | 10      | 29 kwietnia 2014  | 17 czerwca 2014   | brak danych       | brak danych       |                   |
|       | 2     | 8       | 4 sierpnia 2015   | 8 września 2015   | brak danych       | brak danych       |                   |
|       | 3     | 8       | 23 czerwca 2017   | 14 lipca 2017     |                   |                   |                   |

## Sezon 1 (2014)
| Nr | #  | Tytuł                    | Reżyseria         | Scenariusz                      | Premiera USA Network | Premiera     |
| -- | -- | ------------------------ | ----------------- | ------------------------------- | -------------------- | ------------ |
| 1  | 1  | Pilot                    | Jeffrey Blitz     | Lennon Parham Jessica St. Clair | 29 kwietnia 2014     | nieemitowany |
| 2  | 2  | Bird Bones               | Jamie Babbit      | Anthony King                    | 29 kwietnia 2014     | nieemitowany |
| 3  | 3  | Unfinished Business      | Fred Savage       | Joe Wengert                     | 6 maja 2014          | nieemitowany |
| 4  | 4  | Totes Kewl               | Tristram Shapeero | Anthony King                    | 13 maja 2014         | nieemitowany |
| 5  | 5  | Drumline                 | Fred Savage       | Judah Miller                    | 20 maja 2014         | nieemitowany |
| 6  | 6  | Bosephus and the Catfish | Tim Kirkby        | John Lutz                       | 27 maja 2014         | nieemitowany |
| 7  | 7  | Spaghetti and Meatballs  | Tim Kirkby        | Judah Miller                    | 3 czerwca 2014       | nieemitowany |
| 8  | 8  | 37 Weeks                 | Michael Trim      | Vera Santamaria                 | 10 czerwca 2014      | nieemitowany |
| 9  | 9  | Let's Have a Baby        | Jeffrey Blitz     | Lennon Parham Jessica St. Clair | 17 czerwca 2014      | nieemitowany |
| 10 | 10 | Bugs in Your Eyes        | Tim Kirkby        | Lennon Parham Jessica St. Clair | 17 czerwca 2014      | nieemitowany |

## Sezon 2 (2015)
| Nr | # | Tytuł                 | Reżyseria       | Scenariusz                       | Premiera USA Network | Premiera     |
| -- | - | --------------------- | --------------- | -------------------------------- | -------------------- | ------------ |
| 11 | 1 | Hello, Old Friend     | Stuart McDonald | Lennon Parham, Jessica St. Clair | 4 sierpnia 2015      | nieemitowany |
| 12 | 2 | Sleepless in Pinebroo | Stuart McDonald | Anthony King                     | 4 sierpnia 2015      | nieemitowany |
| 13 | 3 | Cashmere Burka        | Stuart McDonald | Gavin Steckler                   | 11 sierpnia 2015     | nieemitowany |
| 14 | 4 | Knotty Pine           | Stuart McDonald | Vera Santamaria                  | 18 sierpnia 2015     | nieemitowany |
| 15 | 5 | Employee of the Month | Stuart McDonald | Anthony King                     | 25 sierpnia 2015     | nieemitowany |
| 16 | 6 | Kimmewah Kup          | Stuart McDonald | Christine Nangle                 | 1 września 2015      | nieemitowany |
| 17 | 7 | Officer of the Year   | Stuart McDonald | Vera Santamaria                  | 8 września 2015      | nieemitowany |
| 18 | 8 | Celebrate Me Scones   | Stuart McDonald | Lennon Parham, Jessica St. Clair | 8 września 2015      | nieemitowany |

## Sezon 3 (2016)
| Nr | # | Tytuł                     | Reżyseria         | Scenariusz                       | Premiera USA Network | Premiera     |
| -- | - | ------------------------- | ----------------- | -------------------------------- | -------------------- | ------------ |
| 19 | 1 | Cookie Jar                | Jessica St. Clair | Lennon Parham, Jessica St. Clair | 23 czerwca 2017      | nieemitowany |
| 20 | 2 | None of Your Business     | Chris Addison     | Vera Santamaria                  | 23 czerwca 2017      | nieemitowany |
| 21 | 3 | Gwen or Lose              | Lennon Parham     | Shaun Diston, Andrew Barbot      | 30 czerwca 2017      | nieemitowany |
| 22 | 4 | Paging Doctor Yes Please  | Chris Addison     | Anthony King                     | 30 czerwca 2017      | nieemitowany |
| 23 | 5 | You Wanna Roll With This? | Jeffrey Blitz     | Lennon Parham, Jessica St. Clair | 7 lipca 2017         | nieemitowany |
| 24 | 6 | Ride the Dragon           | Ian Roberts       | Vera Santamaria                  | 7 lipca 2017         | nieemitowany |
| 25 | 7 | Game of Tweens            | Bob Roe           | Anthony King                     | 14 lipca 2017        | nieemitowany |
| 26 | 8 | Reverse the Curse         | Bob Roe           | Lennon Parham, Jessica St. Clair | 14 lipca 2017        | nieemitowany |